# Province de Daniel Campos
La province de Daniel Campos est une des 16 provinces du département de Potosí en Bolivie. Son chef-lieu est Llica.
Sa population s'élevait à 5 270 habitants au recensement de 2001.
La province est subdivisée en deux municipes (municipios) :
- Llica
- Tahua